# モートン波
モートン波（モートンは、Moreton wave, Moreton-Ramsey wave）は、太陽の彩層に表れる大規模なコロナの衝撃波である。太陽フレアによって発生し、太陽の「津波」とも呼ばれる。モートン波は主にHα帯で観測される。

## 概要
1959年にこの現象を発見した、ロッキード・マーティン太陽宇宙物理学研究所 (LMSAL) のゲイル・モートン (Gail E. Moreton) とサクラメントピーク太陽観測施設のハリー・ラムゼー (Harry E. Ramsey) の2人のアメリカの天文学者にちなんで名付けられた。モートンは、彩層のHα線での低速度撮影画像からこれを発見した。
発見から数十年間、ほとんど研究の進展は見られなかった。1995年のSOHOの打上げによって、モートン波を起こすコロナの波が観測されると、再びモートン波が研究の対象とされるようになった。モートン波の実在は、NASAの太陽調査プロジェクト「STEREO」の2つの観測機によって確かめられた。STEREOは、2009年2月に起きた巨大なコロナ質量放出と共に、100,000kmの高さを持ち250km/sの速度を持つ高温のプラズマと磁気の波を観測した。モートンは、この波の伝播速度を500～1,500km/sと計測していた。
モートン波がコロナ中を伝わる電磁流体衝撃波であることは内田豊によって解明され、その研究は内田理論として広く世界に知られている。内田は、コロナ質量放出が衝撃波を加速する際に生じるII型電波バーストと呼ばれる電波放出と関連付けていた。